# 资阳郡
资阳郡，中国隋朝时设置的郡。
大业三年（607年）改资州置，治所在磐石县（今四川省资中县）。辖境相当今四川省内江、自贡、资中、资阳、乐至、安岳、荣县、威远等市县地。唐朝武德元年（618年）复为资州。天宝初年又曾改资州为资阳郡，下辖盤石县、月山县、龙水县、資陽县、清溪县、银山县、内江县、丹山县八县，乾元初年复为资州。 
唐朝资阳郡太守
- 韦光（744年）
- 卢竦（756年）